# Chondrina ascendens
Chondrina ascendens is een slakkensoort uit de familie van de Chondrinidae. De wetenschappelijke naam van de soort is voor het eerst geldig gepubliceerd in 1878 door Westerlund.